# Campionati europei di ginnastica artistica femminile 2014 - Parallele asimmetriche

## Podio
| Oro            | Argento         | Bronzo             |
| Rebecca Downie | Alija Mustafina | Dar'ja Spiridonova |

## Qualificazione
| Pos. | Ginnasta           | Nazione       | Punteggio |
| ---- | ------------------ | ------------- | --------- |
| 1    | Rebecca Downie     | Gran Bretagna | 15,100    |
| 2    | Alija Mustafina    | Russia        | 15,100    |
| 3    | Rebecca Tunney     | Regno Unito   | 14,966    |
| 4    | Dar'ja Spiridonova | Russia        | 14,900    |
| 5    | Sophie Scheder     | Germania      | 14,866    |
| 6    | Larisa Iordache    | Romania       | 14,533    |
| 7    | Kim Bui            | Germania      | 14,500    |
| 8    | Roxana Popa        | Spagna        | 14,433    |

## Risultati
| Pos. | Ginnasta           | Naz.                   | Punteggio |
| ---- | ------------------ | ---------------------- | --------- |
| 1    | Rebecca Downie     | Regno Unito (bandiera) | 15,500    |
| 2    | Aliya Mustafina    | Russia (bandiera)      | 15,266    |
| 3    | Dar'ja Spiridonova | Russia (bandiera)      | 14,966    |
| 4    | Rebecca Tunney     | Regno Unito (bandiera) | 14,933    |
| 5    | Sophie Scheder     | Germania (bandiera)    | 14,733    |
| 6    | Larisa Iordache    | Romania (bandiera)     | 14,533    |
| 7    | Kim Bui            | Germania (bandiera)    | 14,400    |
| 8    | Roxana Popa        | Spagna (bandiera)      | 14,266    |